# Assassinato de Shaïna Hansye
O caso de assassinato de Shaïna Hansye diz respeito à chantagem , estupro coletivo , assédio e assassinato de uma adolescente que foi abusada sexualmente em grupo aos 13 anos  depois espancada por varios jovens como correctivo, e mais tarde esfaqueada e queimada viva aos 15 anos. Os eventos aconteceram de 31 de Agosto de 2017 até 25 de Outubro de 2019 em Creil, França.
O caso tem repercussão nacional e, no contexto de um persistente debate sobre a violência cometida contra as mulheres , chama a atenção para a violência que meninas adolescentes nas cités podem enfrentar: violação  coletiva, pornografia de vingança , difamação e ataques. 
O assassino de Shaïna foi condenado em Junho de 2023 a 18 anos de prisão, pena mais curta por ser um menor de idade. Depois de ouvir a  sentença, o jovem  dirigiu-se  aos jurados :  "Vocês são todos hipócritas, são imbecis, estão a fazer isso para lhes agradar",  designando o público presente . 